# 约翰·A·伯顿
约翰·A·伯顿（1944年4月2日—2022年5月22日）是一位英国环保主义者和自然作家，曾在伦敦自然史博物馆工作，并作为《新科學人》的专栏作家。